# Die neue Nase
Die neue Nase è un cortometraggio muto del 1916 diretto e interpretato da Ernst Lubitsch.

## Trama
Ernst è in libertà e può quindi ottenere consigli da un amico. Dal momento che gli piace l'atleta Anna Muscle, che vuole solo un uomo con il cosiddetto naso a punta, può essere operato di conseguenza. Il nuovo naso è ancora un po' 'dolorante e non guarito, quando si precipita da Anna. È entusiasta del suo nuovo dente e abbraccia saldamente Ernst. Questo non è buono per il naso ancora "morbido", ed è premuto piatto. Ernst fugge e cerca di salvare ciò che può essere salvato. Quindi Ernst si sveglia con orrore: ha solo sognato tutto questo.

## Produzione
Il film fu prodotto da Paul Davidson per la Projektions-AG Union (PAGU) (Berlin).

## Distribuzione
Il film ottenne il visto di censura BZ.39867 nel novembre 1916, visto che ne proibiva la visione ai minori. Non si conoscono copie ancora esistenti della pellicola che si ritiene presumibilmente perduta.